# Seebergen (Lilienthal)
Seebergen (niederdeutsch Seebargen) ist ein Ortsteil der Gemeinde Lilienthal im niedersächsischen Landkreis Osterholz.

## Geografie und Verkehrsanbindung
Der Ortsteil liegt südöstlich vom Kernbereich von Lilienthal direkt an der westlich verlaufenden Landesgrenze zu Bremen. Die Wümme fließt südwestlich. Südlich liegt das Naturschutzgebiet Fischerhuder Wümmeniederung und südwestlich, auf Bremer Gebiet, das Naturschutzgebiet Borgfelder Wümmewiesen.
Durch den südlichen Bereich des Ortes verläuft die Landesstraße L 154.

## Geschichte
Seebergen wurde von 1700 bis 1766 im Zuge der Moorkolonisierung errichtet. Im Jahr 1789 wird angegeben, dass in 26 Häusern 164 Einwohner lebten, darunter 100 Kinder.

## Denkmalgeschützte Gebäude
- Hofanlage Seeberger Landstraße 85 von um 1740 (Kern), 1879 und 1910 in Fachwerk
- Wohn- und Wirtschaftsgebäude Bergstraße 7 von 1830 in Fachwerk mit Niedersachsengiebel

## Persönlichkeiten
- Der Maler Feodor Szerbakow (* 1911; † 2009 in Seebergen) lebte nach dem Zweiten Weltkrieg in Seebergen.
- Die Ministerin für Verkehr des Landes NRW und Baumanagerin Ina Brandes (* 1977) lebt mit ihrer Mutter und ihrem Ehemann, dem Lilienthaler Bürgermeister Kristian Willem Tangermann, in Seebergen.